# 다니엘 도헤니

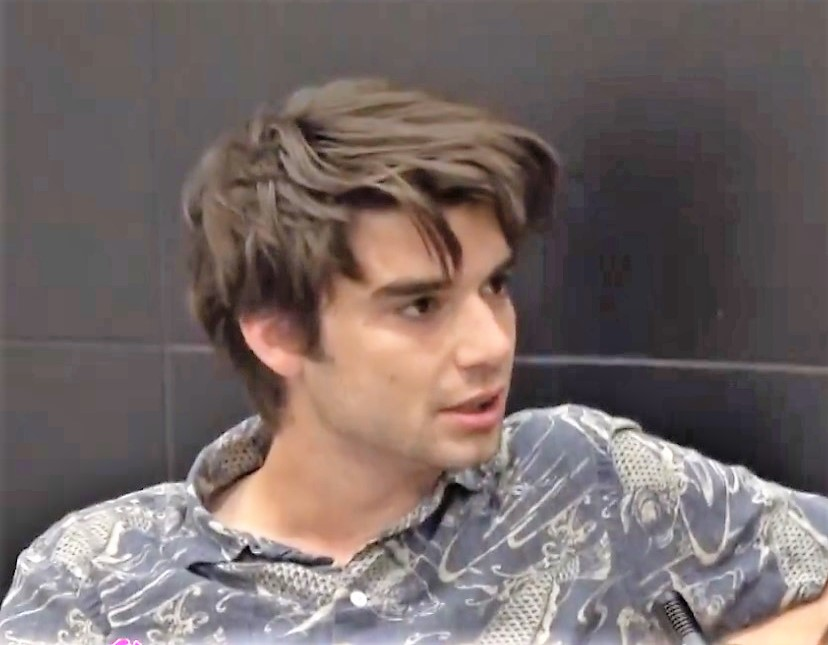

대니얼 도니(Daniel Doheny, 1990년 12월 13일 ~ )는 캐나다의 배우이다.
밴쿠버에서 태어났다.

## 영화
- False Fiend (2012) - 조이 역 (단편)
- Adventures in Public School (2017)
- 더 패키지 (2018, The Package)
- 알렉스 스트레인지러브 (2018)